# Bluebird
Bluebird – pierwszy program CIA związany z kontrolą umysłu i zmianą zachowań ludzkich, zapoczątkowany w 1949 roku przy pomocy niemieckich naukowców. Projekt istniał do 1951 roku, kiedy to został zastąpiony projektem Artichoke. Podstawowym celem programu było opracowanie i udoskonalenie kontroli nad zachowaniem umysłu ludzkiego w celu szpiegostwa, kontrwywiadu i tajnych manipulacji w globalnej polityce. Eksperymenty przeprowadzane w programie były z udziałem 600 podmiotów, między innymi więźniów, osób chorych psychicznie czy dzieci, a należały do nich między innymi elektrowstrząsy czy podawanie LSD.
W programie brali udział czołowi psychiatrzy, psychologowie, neurochirurdzy i szkoły medyczne, a był finansowany przez CIA, US Army, US Navy, Air Force, Public Health Service czy Scottish Rite Foundation. Wyniki wielu badań zostały opublikowane w czasopismach medycznych.

## Cele
Odtajniony dokument CIA numer 140401 z 1 stycznia 1952 jasno precyzuje, co CIA chciała osiągnąć poprzez eksperymenty prowadzone przez program Bluebird. Należały do nich:
- kontrola przyszłych działań (fizycznych i psychicznych) danej jednostki i jej woli poprzez zastosowanie technik SI (indukcji snu) i H (hipnozy);
- stworzenie poprzez hipnozę działań jednostki sprzecznych z podstawowymi zasadami moralnymi;
- wywołanie w ciągu godziny, dwóch, dnia itd. stanu hipnozy u niechętnej jednostki do tego stopnia, by wykonywała działania na korzyść badaczy;
- przejęcie kontroli nad podmiotem na godzinę lub dwie tak, by doprowadził do katastrofy samolotu, wypadku pociągu itd.;
- przejęcie za pomocą technik H i SI kontroli nad podmiotem tak, by udał się w duże odległości, popełnił określone czyny i wrócił do badaczy (np. przywiezienie dokumentów lub materiałów);
- zagwarantowanie całkowitej amnezji;
- zmiana ludzkiej osobowości;
- opracowanie systemu konwersji niechętnych podmiotów na chętnych agentów;
- odkrycie bezwonnego, bezbarwnego gazu mogącego zostać wykorzystanym do techniki SI;
- najlepsze ukrycie sodu A, sodu P lub innego środka usypiającego w zwykłych przedmiotach codziennego użytku (jak słodycze, papierosy, likier, wino, kawa, herbata, piwo, aspiryna, zwykłe leki, cola, pasta do zębów)[1].